# 천재소년 지미 뉴트론 (영화)
《천재소년 지미 뉴트론》(영어: Jimmy Neutron: Boy Genius)는 2001년 개봉한 미국의 애니메이션 영화이다.

## 줄거리
‘레트로빌’의 천재 소년 지미 뉴트론은 어느날 외계에서 알 수 없는 메시지를 받는다. 그것은 은하계 저편 ‘욜크스’ 제국에서 보낸 것. 메시지 내용이 불명확하자, 지미는 토스터를 개조한 통신위성에 가족 소개 내용이 담긴 녹화 테이프를 첨부하여 우주로 쏘아 올린다. 지미의 통신 위성으로 지구 인간에 대한 정보를 입수한 욜크스 제국의 왕 구보는 레트로빌 아이들이 모두 놀이공원에 놀러간 틈을 타 자신들이 신으로 섬기는 우주 괴물 풀트라에게 제물로 바치기 위해 마을 어른들을 납치해 간다. 어른들이 외계인에게 납치되었음을 알게 된 지미는 마을 아이들과 힘을 합쳐 우주선을 만들어 욜크스 제국을 찾아가게 되나. 곧 포로의 신세가 된다. 이제 마지막 희망은 로보트 애완견 ‘고다르’ 뿐인데...